# Arquidiócesis de Pescara-Penne
La arquidiócesis de Pescara-Penne (en latín: Archidioecesis Piscariensis-Pinnensis y en italiano: Arcidiocesi di Pescara-Penne) es una circunscripción eclesiástica de la Iglesia católica en Italia. Se trata de una arquidiócesis latina, sede metropolitana de la provincia eclesiástica de Pescara-Penne. Desde el 4 de noviembre de 2005 su arzobispo es Tommaso Valentinetti.

## Territorio y organización

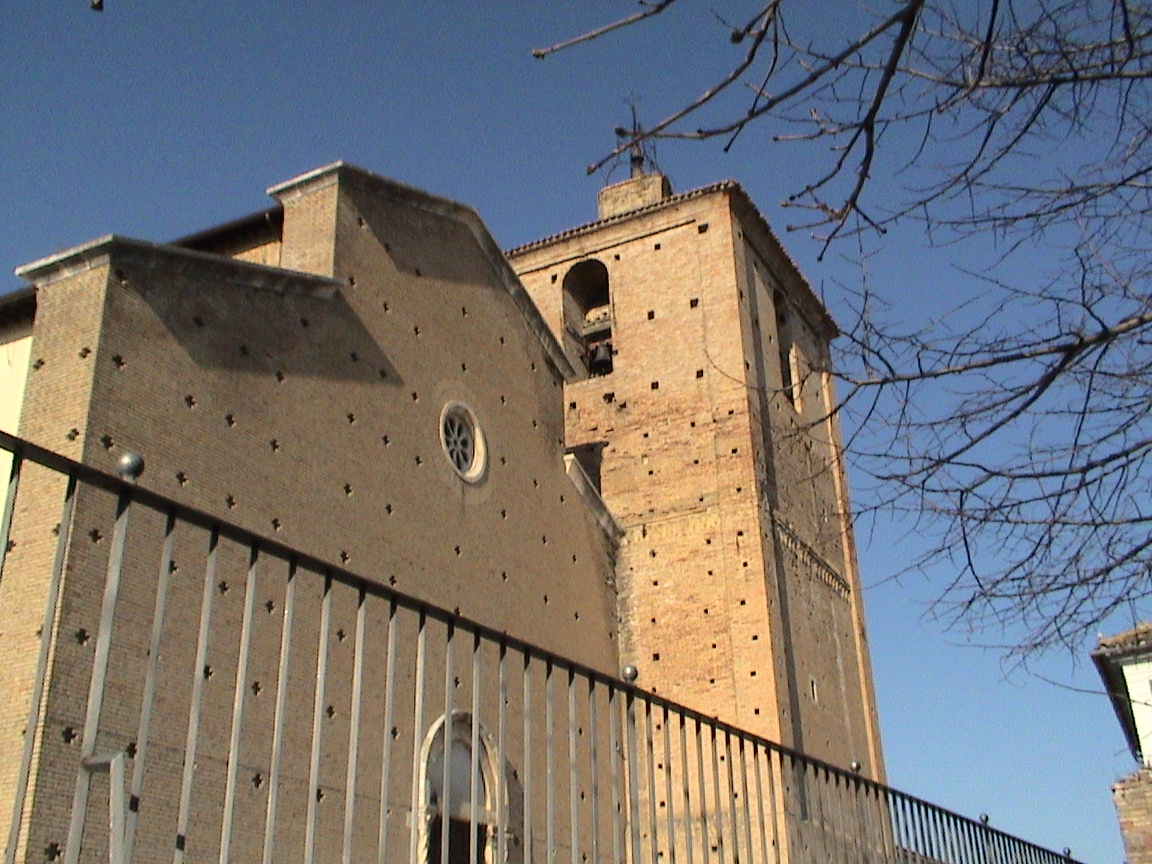
Concatedral de San Máximo Mártir y Santa María de los Ángeles, en Penne

La arquidiócesis tiene 1600 km² y extiende su jurisdicción sobre los fieles católicos de rito latino residentes en la porción marítima de la llamada zona de vestina, por la antigua población que allí vivió en la época prerromana, y abarca un total de 41 comunas de la región de Abruzos:
- 31 en la provincia de Pescara: Alanno, Brittoli, Cappelle sul Tavo, Carpineto della Nora, Castiglione a Casauria, Catignano, Cepagatti, Città Sant'Angelo, Civitaquana, Civitella Casanova, Collecorvino, Corvara, Cugnoli, Elice, Farindola, Loreto Aprutino, Montebello di Bertona, Montesilvano, Moscufo, Nocciano, Penne, Pescara, Pescosansonesco, Pianella, Picciano, Pietranico, Rosciano, Spoltore, Torre de' Passeri, Vicoli y Villa Celiera;
- 10 en la provincia de Téramo: Arsita, Basciano, Bisenti, Castel Castagna, Castiglione Messer Raimondo, Castilenti, Cellino Attanasio, Cermignano, Montefino y Penna Sant'Andrea.

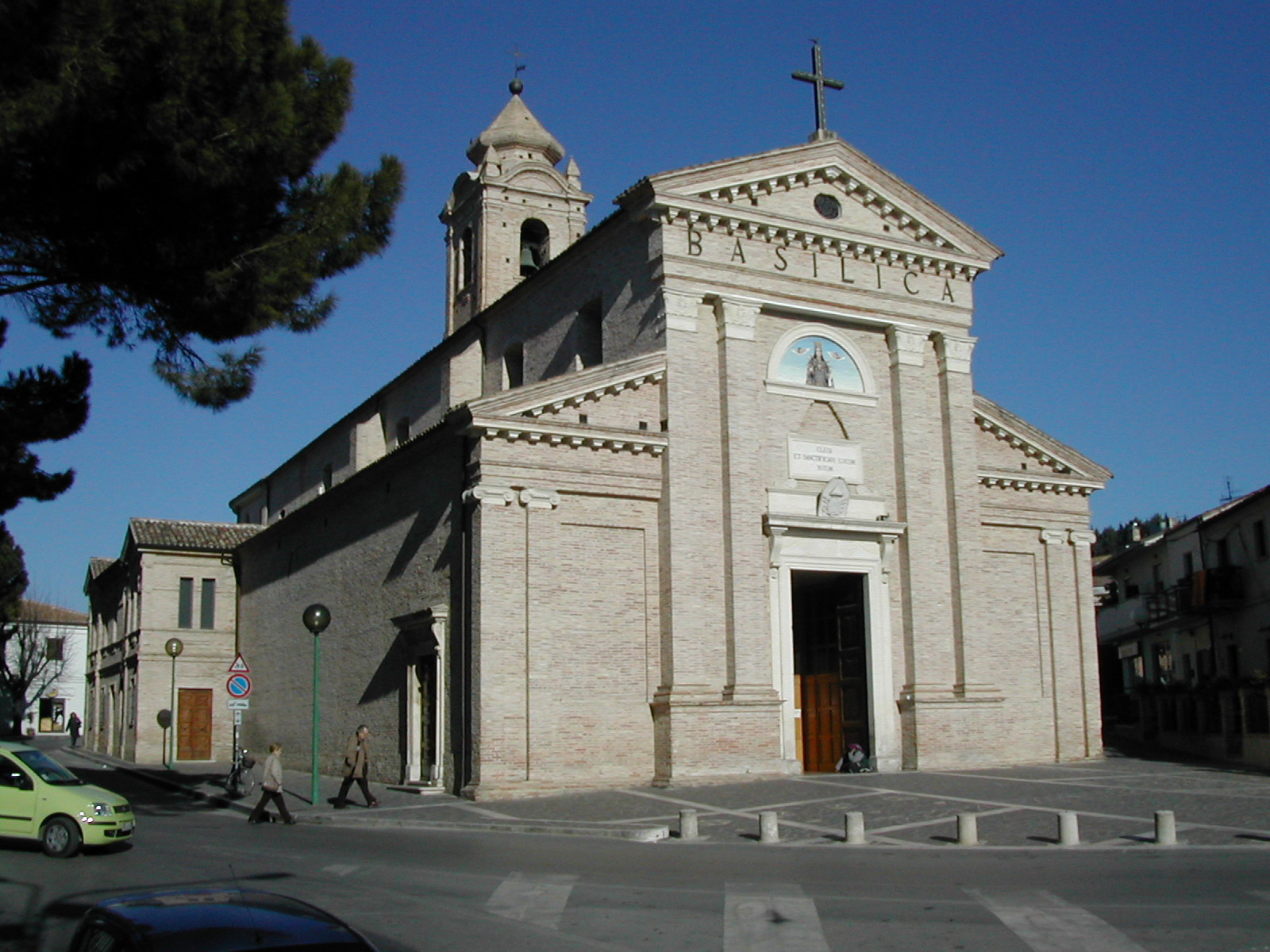
Basílica de Nuestra Señora de los Siete Dolores, en Pescara

La sede de la arquidiócesis se encuentra en la ciudad de Pescara, en donde se halla la Catedral de San Ceteo y todos los Santos Pontífices, que es el "Templo Nacional de la Conciliación", construido a partir de 1933 para celebrar la firma de los Pactos de Letrán, y la basílica de Nuestra Señora de los Siete Dolores. En Penne se halla la Concatedral de San Máximo Mártir y Santa María de los Ángeles, en donde se hallan las reliquias san Máximo de Aveia desde el año 868.

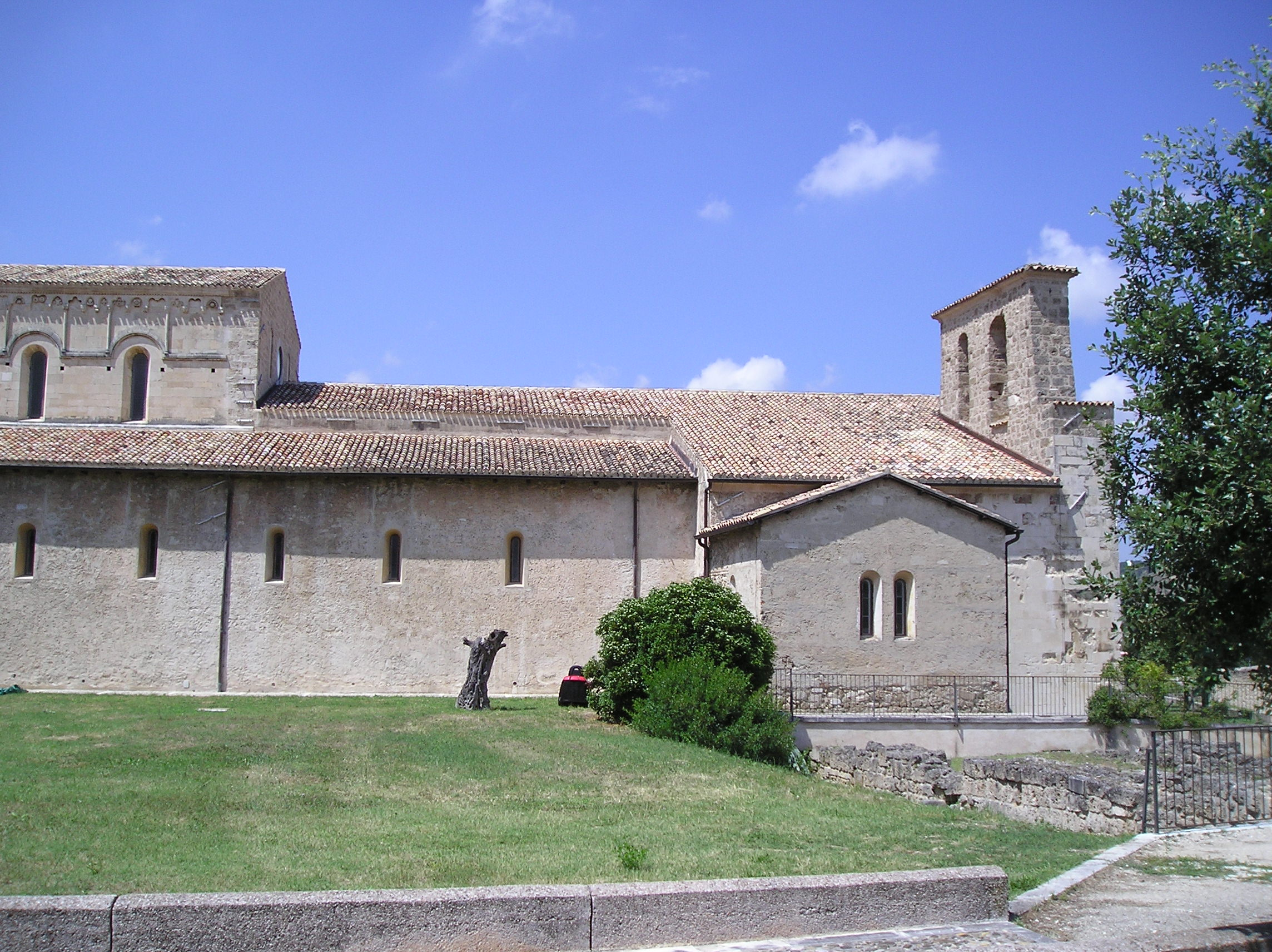
Abadía de San Clemente en Casauria, fundada a fines del

La arquidiócesis tiene como sufragánea a la diócesis de Téramo-Atri.
En 2021 en la arquidiócesis existían 140 parroquias agrupadas en 12 vicariatos foráneos: Castiglione Messer Raimondo, Cepagatti, Cermignano, Città Sant'Angelo, Montesilvano, Penne, Pescara Centrale, Pescara Nord, Pescara Porta Nuova, Pescara Sud, Spoltore y Torre de' Passeri.

## Historia
Según la tradición, la diócesis de Penne fue erigida por uno de los 72 discípulos de Jesús, san Patras, enviado a evangelizar estas tierras por san Pedro. Otra tradición relata que durante la persecución de Diocleciano sufrieron el martirio en Casauria los santos Máximo, Venancio, Luciano y Donato, cuyas reliquias fueron trasladadas a la catedral de Penne por el obispo Giraldo en 868. Sin embargo, no hay evidencia histórica que respalde estas tradiciones.
También es incierto el testimonio del primer obispo de Penne. Ughelli y otros eruditos locales asignan a la diócesis al obispo romano mencionado en las actas del concilio de 499 como episcopus ecclesiae Pitinatium, que sin embargo los editores identifican con Pitinum, es decir, Pettino cerca de L'Aquila. Según Lanzoni, es probable que la diócesis de Penne sea anterior al siglo VII, pero su serie episcopal no comienza hasta la época carolingia, en la primera mitad del siglo IX, con el obispo Amadeo, destinatario de una diploma del emperador Lotario I en 837, y que participó en el concilio romano de 844.
Entre los siglos IX y siglo X surgieron en el territorio diocesano dos importantes abadías benedictinas: la abadía de San Clemente en Casauria, construida por Luis II el Joven en 871, y la abadía de San Bartolomé de Carpineto. Las Crónicas escritas por los monjes de estas dos instituciones representan todavía hoy las principales fuentes de la historia civil y religiosa de Abruzos.
El 15 de marzo de 1252 la diócesis de Penne se unió aeque principaliter a la de Atri, erigida el año anterior, con la bula Licet ea del papa Inocencio IV. El primer obispo de las dos sedes unidas fue Berald, también llamado Berallus, documentado de 1252 a 1263. La unión duró hasta 1949.
Las dos diócesis quedaron inmediatamente sujetas a la Santa Sede. El 1 de junio de 1526 el papa Clemente VII la nombró sufragánea de la arquidiócesis de Chieti mediante la bula Super universas. Sin embargo, esta disposición duró poco: de hecho, en 1539, a petición de la duquesa de Penne Margarita de Austria, el papa Paulo III la independizó de nuevo de la jurisdicción de un metropolitano.
En la segunda mitad del siglo XVI destacaron en particular dos obispos penneses: Jacopo Guidi (1561-1568), que participó en el Concilio de Trento y que dejó dos diarios sobre las sesiones del concilio y sus intervenciones; y Paolo Odescalchi (1568-1572), fundador del seminario (1570) y legado papal, que bendijo los barcos que partían hacia la Batalla de Lepanto.
Entre 1651 y 1681 las diócesis de Penne y Atri experimentaron una gran crisis religiosa: hubo una disminución de las "comunicaciones" de alrededor del 20% (esencialmente pasó del 95% de los fieles que recibían puntualmente los sacramentos, según precepto, al 77 % en 1680). Las cifras fueron tan considerables que el obispo Giuseppe Spinucci decidió celebrar el primer sínodo diocesano en 1681. Gracias a esta asamblea, en 1702 los que se confesaban regularmente en Semana Santa y Navidad y también comulgaban volvieron a ser más del 96% de los feligreses.
Entre el siglo XIX y la primera mitad del siglo XX, las dos diócesis fueron ocupadas por obispos con largos episcopados, como Domenico Ricciardone (1818-1845), Vincenzo D'Alfonso (1847-1880) y Carlo Pensa (1912-1948), que se comprometieron por la reestructuración de la diócesis y de la curia episcopal y por un compromiso pastoral activo.
Tras la fundación de la ciudad de Pescara (1927), el 1 de julio de 1949, en virtud de la bula Dioecesium circumscriptiones, el papa Pío XII reorganizó la diócesis del siguiente modo: se disolvió la unión con la diócesis de Atri, que quedó unida aeque principaliter a la diócesis de Téramo; parte del territorio de la diócesis de Chieti correspondiente a las cinco parroquias de la suprimida comuna de Castellammare Adriatico fue anexado a la diócesis de Penne; la diócesis tomó el nombre de diócesis de Penne-Pescara tras el traslado a Pescara de la cátedra diocesana, la sede episcopal, el capítulo de canónigos, los cargos de la Curia y el seminario; finalmente, la iglesia de San Máximo de Penne se convirtió en la concatedral de la diócesis, que permaneció, como antes, inmediatamente sujeta a la Santa Sede.
El primer obispo de la nueva diócesis fue Benedetto Falcucci (1949-1959). La nueva catedral de la diócesis fue la iglesia de San Ceteo, construida entre 1933 y 1939 con el título de Templo Nacional de la Conciliación.
El 24 de enero de 1950 la diócesis de Penne-Pescara cedió a la diócesis de Téramo 27 parroquias correspondientes a las comunas de Castelli, Fano Adriano, Pietracamela, Isola del Gran Sasso, Tossicia y Colledara. El 21 de marzo de 1977 mediante el decreto Ad Casinum de la Congregación para los Obispos, la diócesis incorporó a su territorio la parroquia de Villa Oliveti en la comuna de Rosciano, que anteriormente pertenecía a la abadía territorial de Montecasino.
El 3 de diciembre de 1952, con la carta apostólica Augusta Dei, el papa Pío XII proclamó a la Santísima Virgen María de los Siete Dolores como patrona principal de la diócesis, junto con los santos Ceteo de Amiterno y Máximo de Aveia.
Del 11 al 18 de septiembre de 1977, Pescara acogió el XIX Congreso Eucarístico Nacional Italiano, al que asistió como legado papal el cardenal Giovanni Colombo.
La diócesis fue elevada al rango de arquidiócesis metropolitana el 2 de marzo de 1982 mediante la bula Ad maiorem quidem del papa Juan Pablo II, y al mismo tiempo asumió su nombre actual.
El 31 de mayo de 2010 la parroquia de María Santísima Madre de Dios, en la aldea de Pretaro (comuna de Francavilla al Mare), fue agregada a la arquidiócesis de Chieti-Vasto.

## Estadísticas
Según el Anuario Pontificio 2022 la arquidiócesis tenía a fines de 2021 un total de 287 140 fieles bautizados.
| Año                                                                             | Población            | Población | Población      | Sacerdotes | Sacerdotes    | Sacerdotes    | Bautizados por sacerdote | Diáconos permanentes | Religiosos | Religiosos | Parroquias |
| Año                                                                             | Bautizados católicos | Total     | % de católicos | Total      | Clero secular | Clero regular | Bautizados por sacerdote | Diáconos permanentes | Varones    | Mujeres    | Parroquias |
| ------------------------------------------------------------------------------- | -------------------- | --------- | -------------- | ---------- | ------------- | ------------- | ------------------------ | -------------------- | ---------- | ---------- | ---------- |
| 1950                                                                            | 234 500              | 235 000   | 99.8           | 171        | 102           | 69            | 1371                     |                      | 69         | 150        | 71         |
| 1970                                                                            | 270 000              | 270 500   | 99.8           | 165        | 115           | 50            | 1636                     |                      | 60         | 440        | 103        |
| 1980                                                                            | 255 300              | 255 900   | 99.8           | 159        | 131           | 28            | 1605                     | 1                    | 36         | 426        | 120        |
| 1990                                                                            | 274 400              | 275 600   | 99.6           | 205        | 138           | 67            | 1338                     | 7                    | 85         | 402        | 139        |
| 1999                                                                            | 292 680              | 298 680   | 98.0           | 206        | 139           | 67            | 1420                     | 14                   | 76         | 395        | 126        |
| 2000                                                                            | 292 000              | 298 000   | 98.0           | 212        | 147           | 65            | 1377                     | 15                   | 72         | 403        | 126        |
| 2001                                                                            | 292 000              | 298 000   | 98.0           | 208        | 143           | 65            | 1403                     | 15                   | 72         | 398        | 126        |
| 2002                                                                            | 292 000              | 298 000   | 98.0           | 205        | 140           | 65            | 1424                     | 15                   | 72         | 398        | 126        |
| 2003                                                                            | 292 000              | 298 000   | 98.0           | 201        | 136           | 65            | 1452                     | 16                   | 72         | 398        | 126        |
| 2004                                                                            | 292 000              | 298 000   | 98.0           | 197        | 132           | 65            | 1482                     | 16                   | 72         | 398        | 126        |
| 2013                                                                            | 305 100              | 309 100   | 98.7           | 179        | 125           | 54            | 1704                     | 19                   | 62         | 376        | 124        |
| 2016                                                                            | 306 800              | 315 400   | 97.3           | 173        | 118           | 55            | 1773                     | 18                   | 62         | 376        | 124        |
| 2019                                                                            | 299 300              | 304 100   | 98.4           | 163        | 112           | 51            | 1836                     | 20                   | 51         | 161        | 123        |
| 2021                                                                            | 287 140              | 301 740   | 95.2           | 137        | 97            | 40            | 2095                     | 23                   | 42         | 161        | 140        |
| Fuente: Catholic-Hierarchy, que a su vez toma los datos del Anuario Pontificio. |                      |           |                |            |               |               |                          |                      |            |            |            |

### Vida consagrada
Los institutos de vidas consagrada y sociedades de vida apostólica presentes en el territorio arquidiocesano son las Monjas de la Orden del Monte Carmelo, La Orden de Nuestra Señora del Monte Carmelo (carmelitas), la Orden de los Carmelitas Descalzos, la Compañía de Jesús (jesuitas), la Congregación de la Resurrección de Nuestro Señor Jesús Cristo (resurreccionistas), las Hijas de los Sagrados Corazones de Jesús y de María, las Hijas de la Divina Providencia, las Hijas de Nuestra Señora del Divino Amor, el Instituto de las Hijas de María Auxiliadora (salesianas), las Hijas de Santa Ana, las Maestras Pías Filipenses, los Misioneros Oblatos de María Inmaculada, la Orden de Frailes Menores (franciscanos), la Orden de los Hermanos Menores Conventuales (franciscanos conventuales), la Orden de los Hermanos Menores Capuchinos, la Compañía de María Nuestra Señora, la Pequeña obra de la Divina Providencia, las Pobres Hijas de la Visitación de María Santísima, los Religiosos Terciarios Capuchinos, las Hermanas Reparadoras del Sagrado Rostro de Nuestro Señor Jesucristo, la Sociedad de Jesús, las Hermanas de la Misericorida, las Hermanas Carmelitas Terciarias de Veroli, las Hermanas del Corazón Santísimo de Jesús, las Hermanas del Corazón Eucarístico de Jesús, las Hermanas de la Caridad de Santa Juana Antida Thouret, las Hermanas de la Sagrada Familia de Penne, las Hermanas de la Inmaculada de Santa Clara, las Hermanas del Santísimo Sacramento, las Hermanas de la Caridad de la Santa Cruz, las Hermanas de Jesús Buen Pastor, las Hermanas Misioneras Pías Madres de los Negros y las Hermanas Ursulinas de María Inmaculada.

## Episcopologio

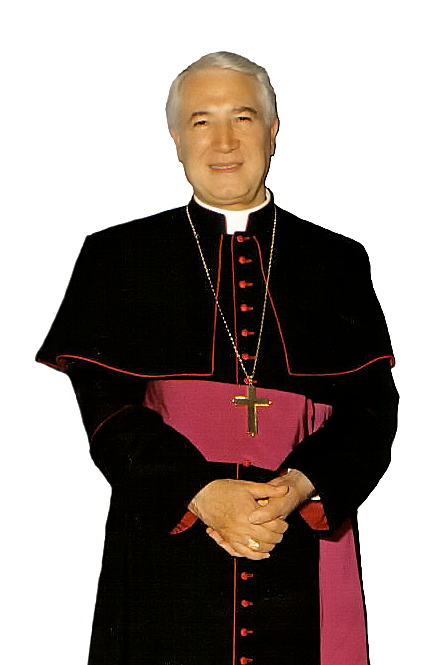
Entre 1990 y 2005 la sede fue gobernada por Francesco Cuccarese

### Obispos de Penne
- San Patras? † (siglo I)[18]
- Romano? † (mencionado en 499)[nota 1]
- Amadeo † (antes de 817-después de 844)[nota 2]
- Giacomo †[nota 3]
- Giraldo † (mencionado en 868)
- Grimoaldo I[nota 4] † (antes de 871-después de 876)[19]
- Elmoino † (mencionado en 879)[19]
- Giovanni I † (antes de 953-después de 990)[20][nota 5]
- Berardo † (mencionado en 1055)[nota 6]
- Giovanni II † (antes de 1059-después de 1065)[20]
- Pampo † (mencionado en 1070)[20]
- Eriberto † (antes de 1111-después de 1112)[20]
- Grimoaldo II † (antes de 1118-después de 1153)[20]
- Odorisio † (antes de 1169-después de 1190)[21]
- Oddo di Celano, O.S.B. † (antes de septiembre de 1194-15 de julio de 1199 falleció)[22][23]
- Anónimo † (mencionado desde 1200 al 1209)[23][nota 7]
- Anastasio † (antes de 1212-después de noviembre de 1215)[23]
- Gualtiero I, O.S.B. † (antes de febrero de 1217-16 de diciembre de 1238 falleció)[23]

### Obispos de Penne y Atri
- Beraldo (Berallo) † (antes de abril de 1252-2 de noviembre de 1263 falleció)[23][24]
- Gualtiero II † (25 de enero de 1264-18 de julio de 1284 o 1285 falleció)[23]
- Leonardo da Siena, O.S.M. † (1285-1302 falleció)
- Bernardo Lucii, O.S.M. † (11 de abril de 1302-? falleció)
- Raimondo Capodiferro da San Vittore, O.S.B. † (28 de junio de 1321-? falleció)
  - Guglielmo Capodiferro da San Vittore † (14 de noviembre de 1324-marzo de 1326 renunció) (obispo electo)
- Niccolò, O.Cist. † (13 de marzo de 1326-1352 falleció)
- Marco Ardinghelli, O.P. † (5 de noviembre de 1352-31 de enero de 1360 nombrado obispo de Camerino)
- Gioioso de Chiavelli † (31 de enero de 1360-9 de enero de 1374 nombrado obispo de Camerino)
- Barnaba Malaspina † (31 de enero de 1374-1380 nombrado arzobispo de Pisa)
- Agostino da Lanciano † (14 de febrero de 1380-29 de octubre de 1390 nombrado obispo de Perugia)
  - Pietro Albertini † (1385-?) (antiobispo)
- Pietro Staglia, O.P. † (11 de enero de 1391-1393 falleció)
- Antonio Petrucci † (27 de septiembre de 1393-1411 falleció)
- Pietro di Castelvecchio, O.F.M. † (3 de noviembre de 1411-1413? falleció)
- Giacomo De Turdis † (28 de enero de 1415-1 de febrero de 1419 nombrado obispo de Spoleto)
  - Giacomo De Turdis † (1 de febrero de 1419-28 de noviembre de 1420 renunció) (administrador apostólico)
- Delfino Nanni Gozzadini, O.Cist. † (28 de noviembre de 1420-23 de marzo de 1433 nombrado obispo de Fossombrone)
- Giovanni da Palena[nota 8] † (23 de marzo de 1433-21 de octubre de 1454 nombrado obispo de Orvieto)
- Giacomino Benedetti † (21 de octubre de 1454-?)
- Amico Bonamicizia[nota 9] † (23 de agosto de 1456-1462 renunció)
- Antonio Probi[nota 10] † (4 de marzo de 1463-1482 falleció)
- Troilo d'Agnese † (30 de octubre de 1482-17 de diciembre de 1483 nombrado obispo de Telese)
- Matteo Giudici † (17 de diciembre de 1483-1495 falleció)
- Felino Sandei † (4 de mayo de 1495-1502 renunció)
- Niccolò Piccolomini † (24 de enero de 1502-1503 falleció)
- Giovanni Battista Valentini Cantalicio † (19 de noviembre de 1503-1514 renunció)
- Valentino Valentini Cantalicio † (28 de junio de 1515-1550 falleció)
- Leonello Cibo † (19 de enero de 1551-1554 renunció)
- Tommaso Contuberio † (27 de agosto de 1554-9 de mayo de 1561 renunció)
- Jacopo Guidi † (2 de junio de 1561-1568 renunció)
- Paolo Odescalchi † (27 de febrero de 1568-septiembre de 1572 renunció)
- Giambattista de Benedictis † (5 de septiembre de 1572-1591 falleció)
- Orazio Montani (Montano) † (20 de marzo de 1591-25 de noviembre de 1598 nombrado arzobispo de Arlés)
- Tommaso Balbani † (15 de diciembre de 1599-1620 falleció)
- Silvestro Andreozzi † (17 de marzo de 1621-enero de 1648 falleció)
- Francesco Massucci † (18 de mayo de 1648-septiembre de 1656 falleció)
- Gaspare Borghi (Burgi) † (15 de enero de 1657-agosto de 1661 falleció)
- Esuperanzio Raffaelli † (21 de noviembre de 1661-24 de marzo de 1668 falleció)
- Giuseppe Spinucci † (14 de mayo de 1668-7 de diciembre de 1695 falleció)
- Vincenzo Maria de Rossi, O.F.M.Conv. † (23 de julio de 1696-10 de junio de 1698 falleció)
- Fabrizio Maffei † (22 de diciembre de 1698-junio de 1723 falleció)
- Francesco Antonio Bussolini, O.S.B.Cel. † (27 de septiembre de 1723-20 de marzo de 1746 falleció)
- Innocenzo Gorgoni, O.S.B.Cel. † (2 de mayo de 1746-13 de febrero de 1755 renunció)
- Gennaro Perrelli † (21 de julio de 1755-27 de mayo de 1761 falleció)
- Giuseppe Maria de Leone † (25 de enero de 1762-7 de abril de 1779 falleció)
- Bonaventura Calcagnini † (12 de julio de 1779-circa 1797 falleció)
  - Sede vacante (1797-1805)
- Niccolò Francesco Franchi † (26 de junio de 1805-noviembre de 1815 falleció)
  - Sede vacante (1815-1818)
- Domenico Ricciardone † (25 de mayo de 1818-24 de julio de 1845 falleció)
- Vincenzo d'Alfonso † (12 de abril de 1847-23 de diciembre de 1880 falleció)
- Luigi Martucci † (23 de diciembre de 1880 por sucesión-16 de diciembre de 1889 falleció)
- Giuseppe Morticelli † (23 de junio de 1890-11 de diciembre de 1905 renunció)
- Raffaele Piras † (6 de diciembre de 1906-23 de agosto de 1911 falleció)
- Carlo Pensa † (27 de agosto de 1912-16 de diciembre de 1948 falleció)

### Obispos de Penne-Pescara
- Benedetto Falcucci † (2 de julio de 1949-1 de enero de 1959 renunció)
- Antonio Iannucci † (15 de febrero de 1959-2 de marzo de 1982 nombrado arzobispo)

### Arzobispos de Pescara-Penne
- Antonio Iannucci † (2 de marzo de 1982-21 de abril de 1990 retirado)
- Francesco Cuccarese (21 de abril de 1990-4 de noviembre de 2005 retirado)
- Tommaso Valentinetti, desde el 4 de noviembre de 2005